# Museu de Arqueologia (Ponta Grossa)
O Museu de Arqueologia, oficialmente denominado Museu de Arqueologia Ciro Flamarion Cardoso, é um museu localizado na cidade de Ponta Grossa, no Paraná, Brasil. Foi inaugurado em 2001 e seu acervo conta com objetos que representam a história, a arte e a arqueologia da antiga civilização egípcia.

## História

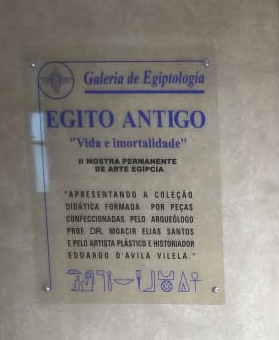
Galeria de Egiptologia, no Museu de Arqueologia, em Ponta Grossa.

Inaugurado em 11 de abril de 2001, o museu de iniciativa privada surgiu na cidade de Ponta Grossa a partir de um projeto elaborado pelo arqueólogo e professor Moacir Elias Santos. O objetivo inicial do espaço era de contribuir principalmente para o melhoramento da educação e cultura da comunidade em geral e para servir de apoio didático aos professores e estudantes da região dos Campos Gerais do Paraná, sendo o único museu com essa temática na região.
Moacir Elias Santos, arqueólogo, professor, colecionador e artesão, iniciou sua coleção com diversas peças, até que resolveu iniciar uma série de exposições pelo Paraná. A primeira exposição de Santos foi em 1993 no Centro de Cultura de Ponta Grossa. Já em 1994 sua coleção ganhou uma exposição no Museu Campos Gerais e posteriormente em diversas cidades. Com o aumento do acervo, Santos viu a necessidade de um espaço fixo para expor os artefatos, surgindo assim a galeria de egiptologia com 90 peças, contendo, por exemplo, a réplica do busto da rainha Nefertiti e da esfinge da rainha Hatshepsut.
Em 2004 o espaço no bairro Oficinas, em Ponta Grossa, ganhou a exposição permanente Egito Antigo: vida e imortalidade, com quase 300 peças. Na atualidade somente a galeria de egiptologia permanece aberta ao público, visto as restrições da área expositiva do museu. Neste espaço são divulgadas a história, a arte e a arqueologia da antiga civilização egípcia. O museu promove diversas exposições itinerantes, com temas relacionados as diferentes coleções e promove cursos, oficinas e palestras.
A partir de 2013, o museu passou a ser denominado Museu de Arqueologia Ciro Flamarion Cardoso, em uma homenagem ao pesquisador brasileiro do campo da egiptologia, Ciro Flamarion Cardoso. A maioria dos visitantes são professores, universitários e estudantes.

## Acervo

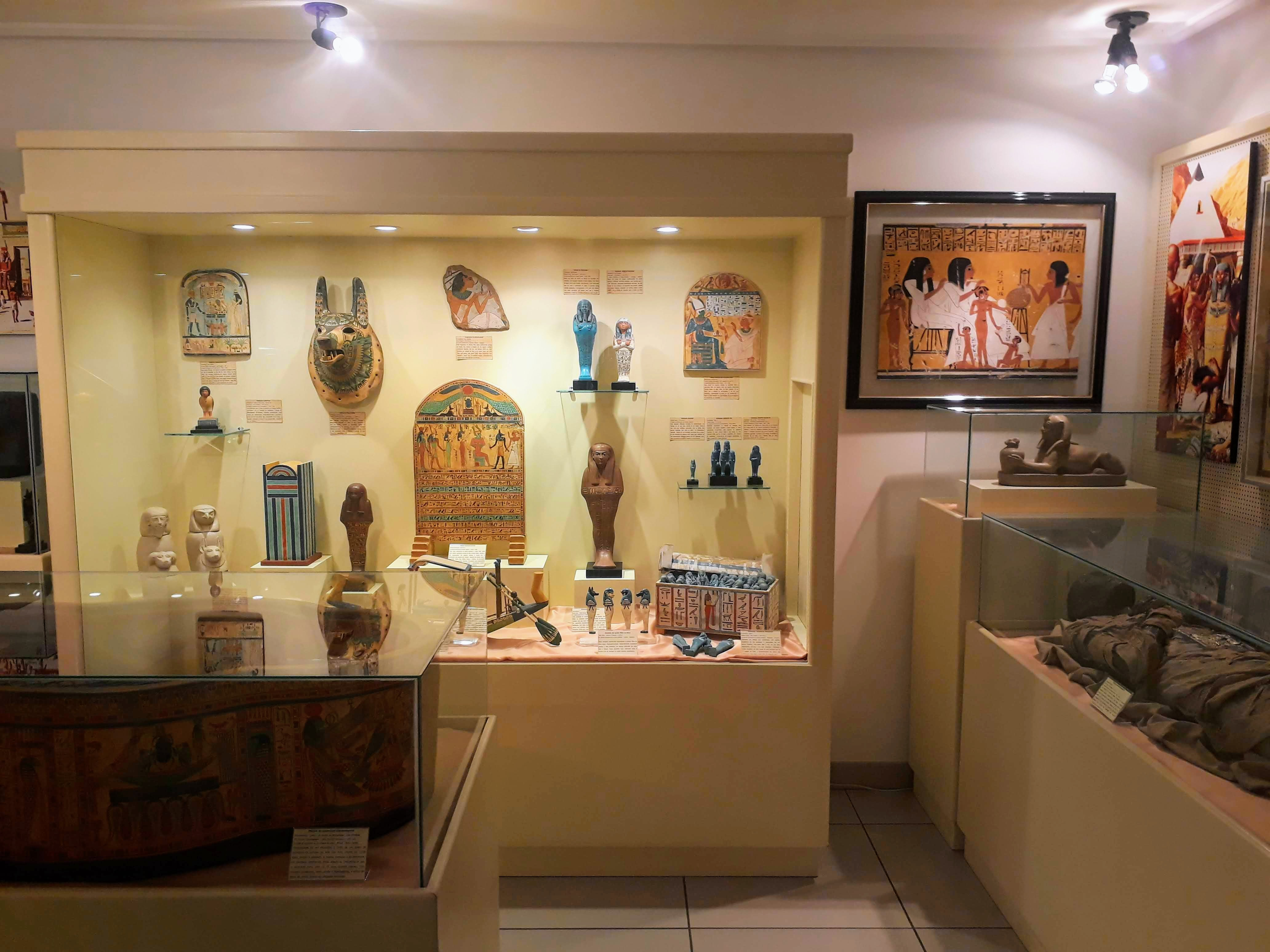
Vista de parte do acervo do museu.

O acervo do museu é composto por algumas peças originais e centenas de réplicas confeccionadas a partir de modelos originais, além de fac-símiles de autoria de Moacir Elias Santos e do artista plástico e historiador Eduardo D'Avila Vilela. Em uma das salas, o acervo apresenta os ritos religiosos do antigo Egito, bem como os cultos funerários e as práticas de mumificação, além da réplica da múmia do faraó Ramessés II, o Grande. Há também uma máscara funerária masculina original, proveniente do Período Ptolomaico.

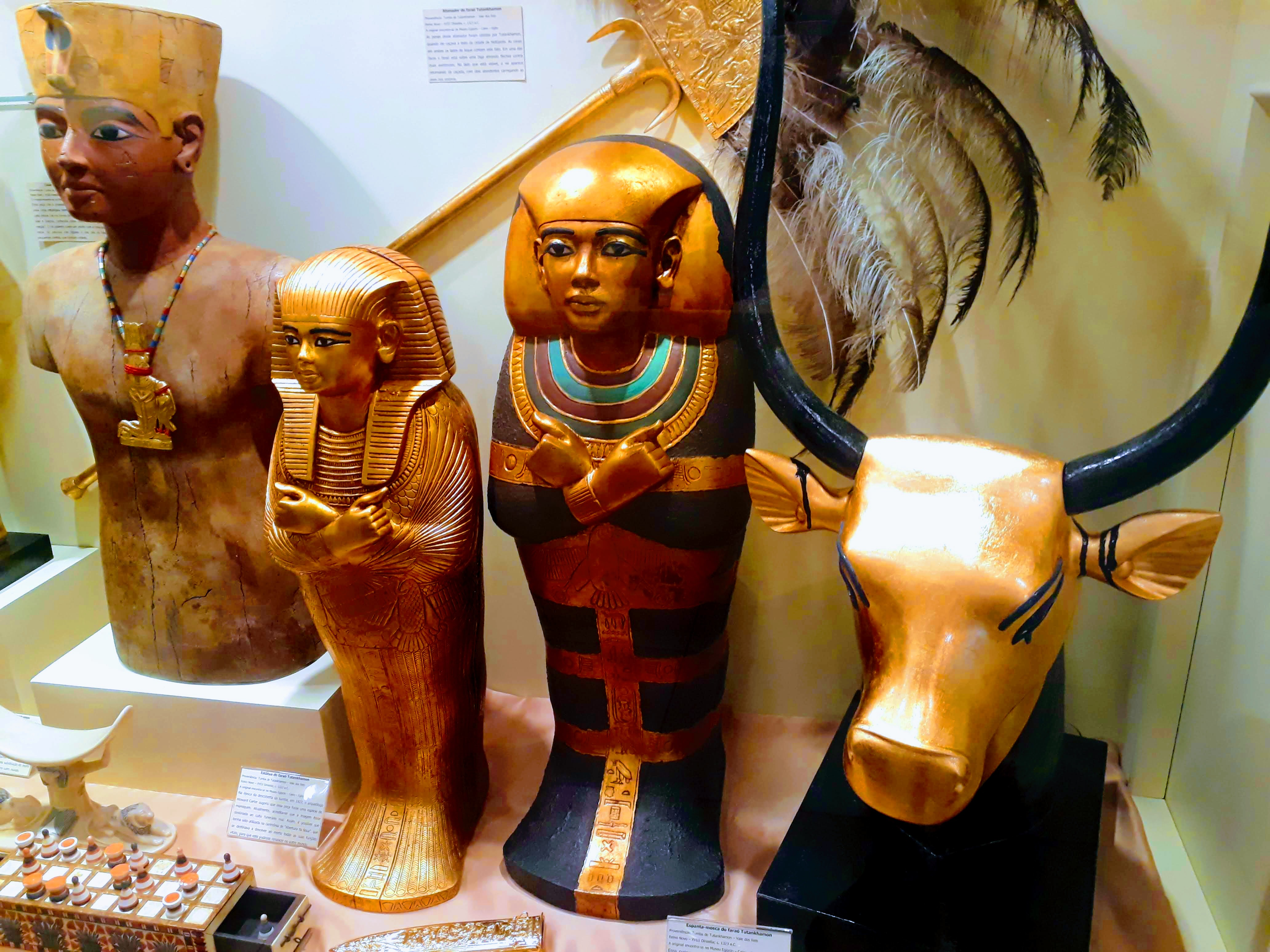
Vista de parte do acervo do museu.

Além da coleção egípcia, o acervo do museu também conta com uma galeria de objetos pré-colombianos, com peças réplicas da cultura inca, arica e tiahuanaco. A coleção total do museu conta com mais de 1200 itens e é subdividida em galerias temáticas e incluem: Evolução Humana e Pré-história Europeia - arte do Paleolítico Superior; Mesopotâmia - Suméria, Babilônia e Assíria; Egito Antigo; Mediterrâneo - Cicládica, Minoica, Micênica, Grega, Etrusca e Romana; América Pré-colombiana - América Central  e Andes; Arqueologia Pré-histórica Brasileira; Etnologia Brasileira. Para uma visita guiada pela monitoria, é necessário um agendamento prévio com a direção do museu.